# Tamás Mihály
Tamás Mihály, pseud. Misi (ur. 24 września 1947 w Budapeszcie, zm. 21 listopada 2020) – węgierski muzyk, gitarzysta basowy zespołu Omega.
Ukończył konserwatorium im. Béli Bartóka, gdzie grał na wiolonczeli. Zanim 1 lutego 1967 został członkiem Omegi grał w Scampolo i Non Stop. Wydał też płytę solową z „wariacjami” syntezatorowymi na tematy muzyczne Liszta i Wagnera.
Miał troje dzieci: Andrasa, Erikę i Orsolyę.